# 克洛德-艾蒂安·米尼耶
克洛德-艾蒂安·米尼耶（法語：Claude-Étienne Minié，1804年2月13日—1879年12月14日）是一个法国军官，因其在1846年设计的米尼弹及1849年发明的米尼枪解决前装枪可靠性问题的而闻名于世。他成功地继承了亨利-古斯塔夫·德尔维涅和路易-艾蒂安·图弗南的研究成果。
米尼耶曾以猎兵的身份在非洲服役，之后他晋升为上尉。1846年发明了米尼弹。
法国政府奖励了米尼耶约2000法郎并任命他为文森军校的职员。1848年他以上校军衔从法国陆军退役，之后担任埃及赫迪夫的军事教官和美国雷明顿武器公司的经理。他的步枪技术在南北战争期间被证明是提高枪支精度的关键。

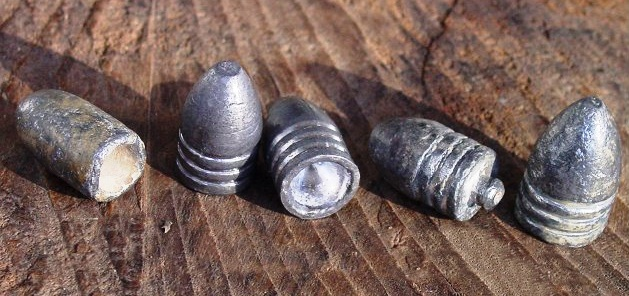
米尼弹